# Tramwaje w Chorzowie
Tramwaje w Chorzowie – element systemu komunikacji tramwajowej Górnośląsko-Zagłębiowskiej Metropolii, który funkcjonuje na terenie Chorzowa od 1894. Sieć tramwajowa łączy dzielnice: Centrum, Chorzów II i Chorzów Batory, a do 2009 sieć ta łączyła również Chorzów Stary.
Na terenie Chorzowa znajduje się siedziba spółki Tramwaje Śląskie, Zakład Usługowo Remontowy i fabryka Alstom Konstal.

## Historia

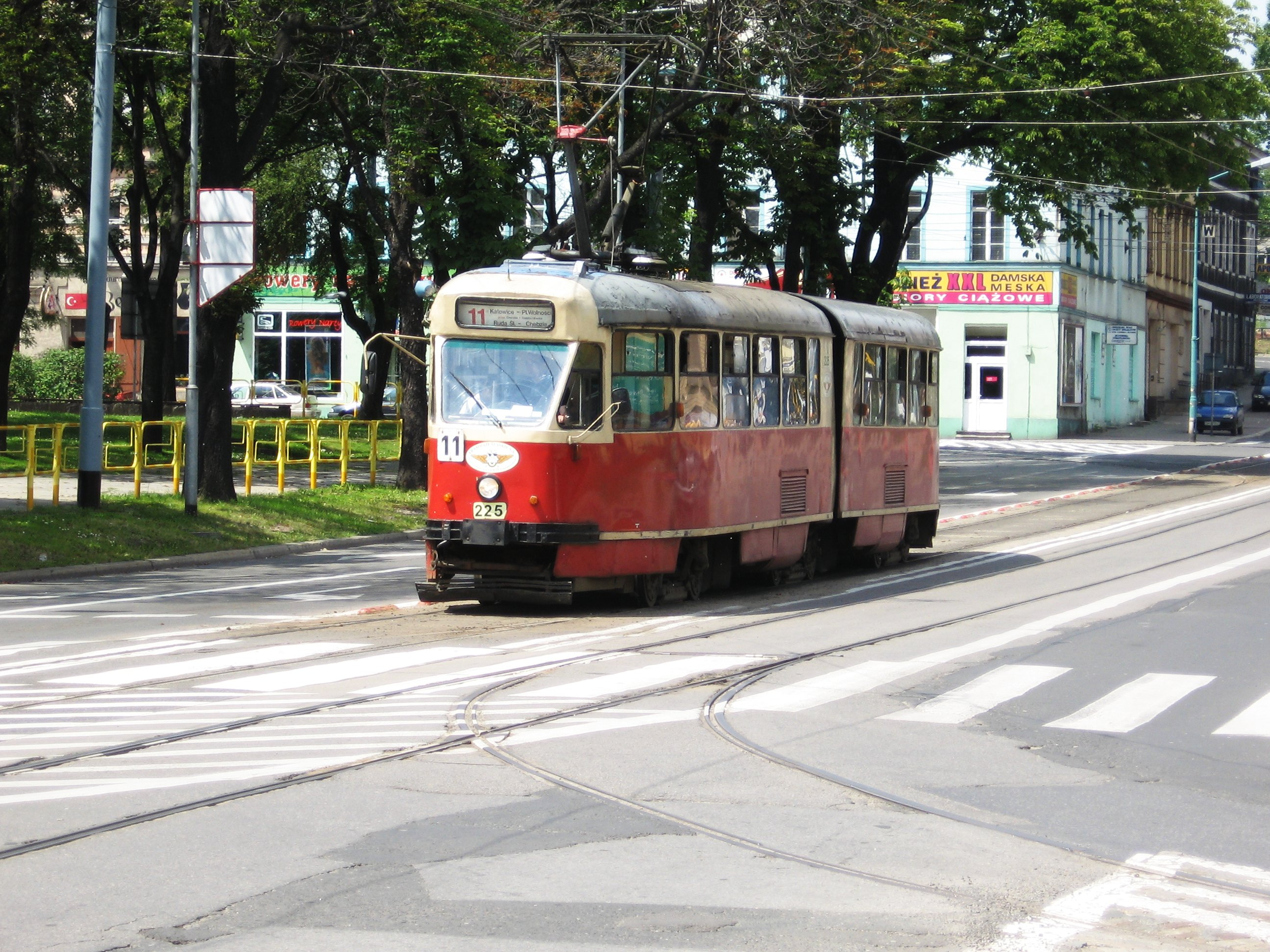
Konstal 102Na na linii 11 (2006)

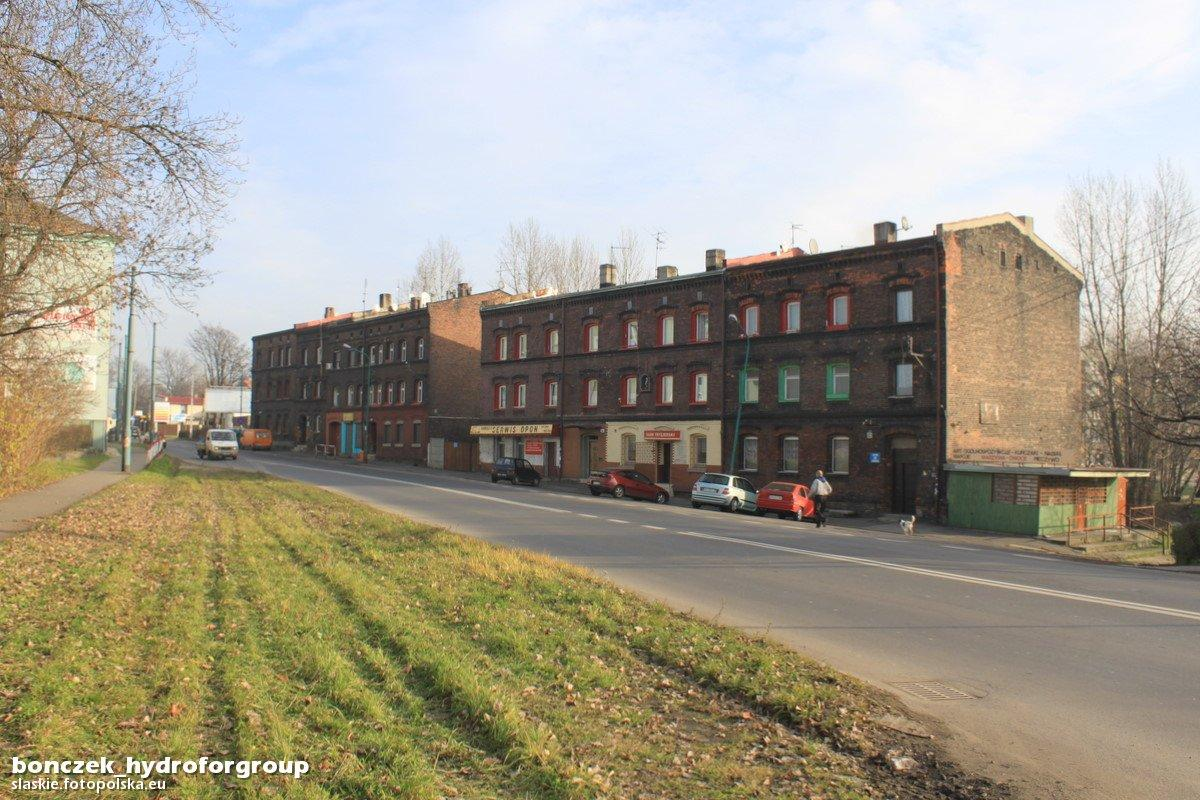
Ślad po torowisku przy ul. Kościuszki, zlikwidowanym w 2009

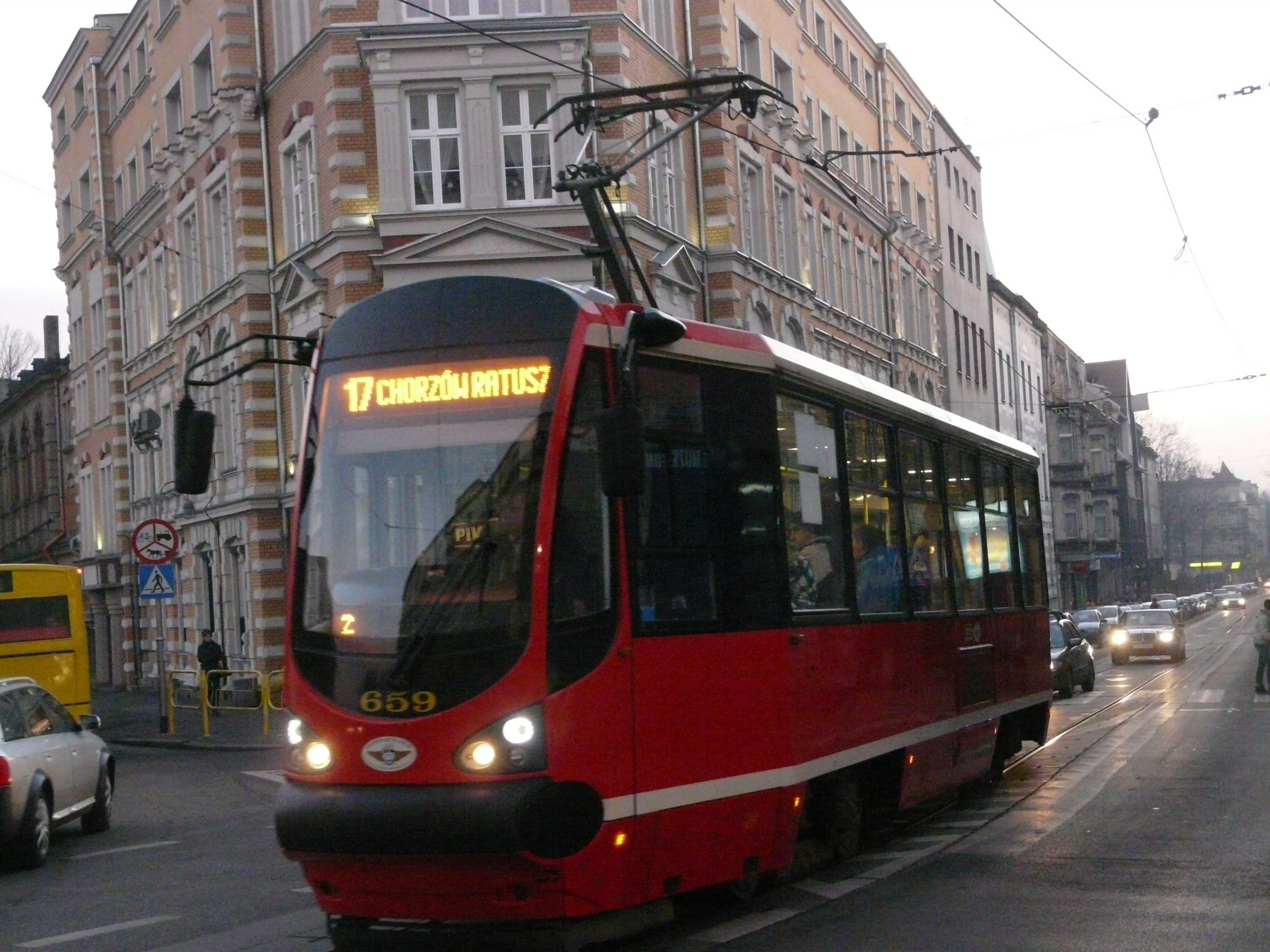
Moderus Alfa HF 11 AC na ul. Powstańców

Pierwsza linia tramwajowa na terenie Chorzowa została uruchomiona 27 maja 1894 na trasie z Gliwic przez Zabrze, Chorzów i Bytom do Piekar Śląskich. Została ona wybudowana przez berlińską spółkę Oberschlesische Dampfstraßenbahn. Była to linia wąskotorowa (785 mm), po której kursowały tramwaje parowe.
W 1897 uruchomiono linię na trasie Chorzów – Chorzów Stary – Węzłowiec – Alfred, a 30 grudnia 1896 oddano do użytku kolejną linię tramwajową wzdłuż drogi katowickiej, na trasie z Katowic przez Dąb do Chorzowa. 7 września 1899 oddano do eksploatacji torowisko pomiędzy Rynkiem w Królewskiej Hucie (Chorzowie) a Katowicami przez Hajduki (Chorzów Batory) i Załęże.
29 lipca 1900 uruchomiono torowisko na trasie Piaśniki – Świętochłowice – Hajduki (Chorzów Batory), natomiast 12 sierpnia 1901 oddano do eksploatacji odcinek torowiska na trasie Królewska Huta (Chorzów) – Rynek – Świętochłowice. W latach 1929–1931 trwała budowa nowej, normalnotorowej zajezdni wraz z zakładami naprawczymi w Hajdukach. W tym samym roku linia Katowice – Chorzów została przebudowana na całej długości na linię dwutorową.
W połowie lat 50. XX wieku zmieniono przebieg linii Chorzów Stary – Chorzów Miasto. W maju 1960 wybudowano dwie pętle torowe przy Stadionie Śląskim w Chorzowie, a w lipcu tego samego roku powstała pętla końcowa na placu Hutników w Chorzowie.
Po 1989 r., wraz z przemianami ustrojowymi nastąpiły przekształcenia w organizacji komunikacji miejskiej na terenie konurbacji górnośląskiej. W 1991 rozdzielono WPK na kilkanaście przedsiębiorstw, w tym Przedsiębiorstwo Komunikacji Tramwajowej w Katowicach, które w 2003 przekształcono w spółkę Tramwaje Śląskie z siedzibą w Chorzowie. W latach dziewięćdziesiątych XX w. nie otwierano już nowych odcinków torowisk. Następowały jedynie przebudowy i remonty już istniejących:
- ul. Wolności (1993–1995),
- ul. Hajducka (1997–1998).

Od połowy 2000 trwały prace przy modernizacji infrastruktury na trasie linii 6 i 19 (Katowice – Bytom).
1 stycznia 2009 zlikwidowano linię tramwajową nr 12, kursującą z pl. Hutników do Siemianowic Śląskich. Wiązało się to z fizyczną likwidacją kilkukilometrowego dwutorowego odcinka (częściowo także jednotorowego) od pl. Hutników do pl. Alfreda w Katowicach. Orędownikiem likwidacji od wielu lat był ówczesny prezydent miasta Marek Kopel. Dopiero po pomyślnych dla miasta przekształceniach własnościowych w Tramwajach Śląskich oraz dzięki członkostwu prezydenta Chorzowa w zarządzie KZK GOP, udało się tę likwidację przeprowadzić. Zarówno zapowiedzi, jak i sama likwidacja wraz z ówczesną organizacją komunikacji zastępczej, spotkały się z dużym niezadowoleniem społecznym.
W lutym 2011 włodarze miast konurbacji górnośląskiej podjęli decyzję o rozpoczęciu projektu „Modernizacja infrastruktury tramwajowej i trolejbusowej w Aglomeracji Górnośląskiej wraz z infrastrukturą towarzyszącą”, w ramach którego ma zostać zmodernizowanych 48 kilometrów torowisk. Na terenie Chorzowa zaplanowano modernizację następujących odcinków:
- Ul. Katowicka (od przystanku Chorzów AKS do Chorzów Chopina),
- Ul. Armii Krajowej (na całej długości),
- Ul. Wolności (od granicy ze Świętochłowicami do ul. Chrobrego),

8 października 2014 przedstawiciele Tramwajów Śląskich i Miejskiego Zarządu Ulic i Mostów w Chorzowie podpisali z przedsiębiorstwem Balzola Polska umowę na budowę centrum przesiadkowego przy rynku w Chorzowie. 21 grudnia 2015 centrum przesiadkowe zostało otwarte.
6 maja 2022 dawna zajezdnia tramwajowa w Chorzowie-Batorym przy ul. Inwalidzkiej 5 została wpisana do rejestru zabytków (nr rej. A/980/2022). Wpis do rejestru zabytków objął budynek administracyjny, budynek warsztatu, budynek wozowni orz budynek dawnej kuchni.

## Linie tramwajowe

### Istniejące
Według stanu z 12 marca 2021 przez Chorzów przebiegało 9 linii:
| Linia | Przystanek początkowy                  | Przystanek końcowy            | Liczba przystanków | Miasta                                   | Zajezdnia          | % kursów niskopodłogowych | Uwagi                                                                                |        |
| ----- | -------------------------------------- | ----------------------------- | ------------------ | ---------------------------------------- | ------------------ | ------------------------- | ------------------------------------------------------------------------------------ | ------ |
| 6     | Brynów Centrum Przesiadkowe            | Bytom Szkoła Medyczna         | 44                 | Katowice, Chorzów, Bytom                 | Zawodzie, Stroszek | 95%                       |                                                                                      | [ 13 ] |
| 7     | Bytom Plac Sikorskiego                 | Zawodzie Centrum Przesiadkowe | 40                 | Bytom, Świętochłowice, Chorzów, Katowice | Zawodzie, Stroszek | 46%                       |                                                                                      | [ 14 ] |
| 9     | Chorzów Batory Zajezdnia               | Chebzie Pętla                 | 22                 | Chorzów, Świętochłowice, Ruda Śląska     | Gliwice            | 0%                        | Trasa zmieniona z powodu modernizacji torowiska.                                     | [ 15 ] |
| 11    | Chorzów Metalowców                     | Katowice Plac Miarki          | 17                 | Chorzów, Katowice                        | Stroszek           | 80%                       | Trasa zmieniona z powodu modernizacji torowiska.                                     | [ 16 ] |
| 17    | Chorzów Batory Zajezdnia               | Łagiewniki Targowisko         | 19                 | Chorzów, Świętochłowice                  | Gliwice, Stroszek  | 75%                       | Trasa zmieniona z powodu modernizacji torowiska. Obsługiwane taborem dwukierunkowym. | [ 17 ] |
| 19    | Katowice Plac Wolności                 | Bytom Stroszek Zajezdnia      | 43                 | Katowice, Chorzów, Bytom                 | Stroszek           | 21%                       |                                                                                      | [ 18 ] |
| 20    | Szopienice Pętla                       | Chorzów Zajezdnia             | 28                 | Chorzów, Katowice                        | Zawodzie           | 58%                       |                                                                                      | [ 19 ] |
| 23    | Chorzów Stadion Śląski Pętla Zachodnia | Zawodzie Centrum Przesiadkowe | 22                 | Katowice, Chorzów                        | Zawodzie           | 0%                        | Linia obsługiwana taborem historycznym.                                              | [ 20 ] |
| 43    | Chorzów Batory Zajezdnia               | Katowice Słoneczna Pętla      | 17                 | Chorzów, Katowice                        | Gliwice            | 0%                        |                                                                                      | [ 21 ] |

### Zlikwidowane
| Linia  | Rok likwidacji | Trasa |
| ------ | -------------- | --- |
| 0      | 2010           | Chorzów Rynek (Ratusz) – Chorzów Batory – Katowice Załęże – Katowice pl. Wolności – Katowice Dąb – Chorzów Stadion Śląski                              |
| 10     | 2009           | Chorzów Stadion Śląski – Katowice Dąb – Katowice Rynek (Teatr) – Katowice Zawodzie                                                                     |
| 12     | 2008           | Siemianowice Plac Skargi – Chorzów Plac Hutników |
| 18     | 2015           | Chebzie Pętla - Stroszek Zajezdnia |
| 31     | 2010           | Bytom Politechnika Śląska – Bytom pl. Sikorskiego – Bytom Pogoda – Chorzów Rynek – Katowice Dąb – Katowice Rynek – Katowice Brynów                     |
| 36     | 2008           | Stroszek Zajezdnia – Bytom pl. Sikorskiego – Bytom Szombierki – Ruda Śląska Chebzie – Ruda Śląska Wirek- Świętochłowice Zgoda – Chorzów Rynek (Ratusz) |
| 37     | 2008           | Katowice pl. Wolności – Katowice Dąb – Chorzów Rynek – Świętochłowice Piaśniki – Ruda Śląska Chebzie                                                   |
| 39     | 2009           | Chorzów Batory Zajezdnia – Katowice Załęże – Katowice pl. Wolności – Katowice Wełnowiec – Siemianowice Śląskie pl. Skargi                              |
| 41     | 2008           | Bytom Stroszek Zajezdnia – Bytom pl. Sikorskiego – Chorzów Rynek – Katowice Dąb – Katowice Rynek – Katowice pl. Wolności/Katowice pl. Miarki           |
| 41 BIS | 2002           | Chorzów Stadion Śląski – Katowice Dąb – Katowice Rynek (Teatr) – Katowice Zawodzie                                                                     |

## Tabor
Na liniach 6 i 7 kursują niskopodłogowe pojazdy typu Pesa Twist 2012N, 2012N-10, 2017N, oraz na liniach 7 i 20 tramwaje Alstom Citadis 100, nazywane Karlikami. Do obsługi linii 17 kierowane są pojazdy typu Moderus Beta MF10 oraz Moderus Alfa. Natomiast na linię 11 kierowane są pojazdy Moderus Beta w wersji MF 10. Wagony tramwajowe produkcji chorzowskiego Konstalu typu 105N, 105Na i pochodne obsługują kursy wysokopodłogowe wszystkich linii oprócz 17.